# Communication privilégiée
En common law, une communication privilégiée est une communication protégée juridiquement par une règle de preuve qui en empêche le dévoilement lors d'une procédure judiciaire. Il s'agit d'un concept distinct de la confidentialité.

## Les privilèges génériques

### Privilège avocat-client
La common law reconnaît un privilège générique aux rapports confidentiels entre l'avocat et son client, ce qui signifie qu'ils n'ont pas besoin d'une loi pour être protégés.

### Privilège de l'indicateur de police
Le privilège relatif aux indicateurs de police, vise à empêcher que les personnes qui fournissent des renseignements à la police soient identifiés en public ou en salle d'audience.

### Privilège relatif au litige
Un privilège relatif au litige est distinct du privilège avocat-client. Il sert à protéger toute communication qui devra servir en vue d'un litige, y compris certaines communications avec des tiers,.

## Autres privilèges (non absolus, c'est-à-dire au cas par cas)

### Privilège prêtre-pénitent
Dans l'arrêt R c. Gruenke, la Cour suprême du Canada a appliqué les critères de Wigmore au privilège prêtre-pénitent. La plupart des provinces canadiennes ne reconnaissent pas dans leurs lois un tel privilège alors les critères de common law de Wigmore vont s'appliquer pour déterminer si la communication est protégée ou non.

### Privilège des sources journalistiques
La Cour suprême du Canada a traité du privilège du secret des sources journalistiques dans l'arrêt Globe and Mail c. Canada (Procureur général) et dans l'arrêt R. c. National Post.

### Privilège de la Couronne
Le privilège de la Couronne (ou privilège de secret d'État) est une règle de preuve limitant la contraignabilité d'un fonctionnaire de l'État devant les tribunaux. Il est codifié à l'article 283 du Code de procédure civile du Québec.

### Privilège relatif aux conjoints
Le privilège relatif aux conjoints empêche le témoin de témoigner d'une communication que son conjoint lui aurait faite durant leur vie commune. Cette règle est codifiée à l'article 282 du Code de procédure civile du Québec.
Une règle équivalente de common law existait en droit pénal canadien auparavant, mais depuis 2015, cette règle n'existe plus, car la Loi sur la preuve au Canada a été modifiée avec l'introduction de  la Charte canadienne des droits des victimes,